# Матвеев, Александр Сафронович
Алекса́ндр Сафро́нович Матве́ев (род. 8 февраля 1943) — представитель в Совете Федерации Федерального Собрания РФ от Государственного Собрания Республики Саха (Якутия), член Комитета по делам Севера и малочисленных народов.

## Биография
Родился 8 февраля 1943 года в селе Ефимовка Курманаевского района Оренбургской области.

### Образование
В 1962 году окончил Нижне-Тагильский горно-металлургический техникум. В 1971 году, Кузбасский политехнический институт по специальности «горный инженер». В 1979 году, Академию общественных наук при ЦК КПСС в 1979 году, доктор экономических наук. Профессор.

### Трудовая деятельность
В 1962 году начал трудовую деятельность. Бурильщик, горный мастер шахты Красная рудника Центральный треста «Запсибзолото», Кемеровская область.
С 1965 года работал на руководящих инженерно-технических должностях на рудниках треста «Запсибзолото» и горно-обогатительного комбината «Индигирзолото».
C 1972 по 1982 — находился на партийной работе в Оймяконском и Верхоянском райкомах КПСС Якутской АССР.
C 1982 по 1988 — заведующий отделом промышленности Якутского обкома КПСС.
С 1988 года — первый заместитель председателя Совета Министров Якутской АССР — председатель Государственного планового комитета республики.
С 1994 по 1995 — руководитель Московского филиала администрации федеральной Программы социально-экономического развития Республики Саха (Якутия).
С 1995 года — вице-президент АК «АЛРОСА»; в марте 2002 г. был назначен первым вице-президентом — главным управляющим компании «АЛРОСА», курировал производственно-хозяйственную деятельность предприятий и учреждений Компании на европейской части Российской Федерации (в частности, в Архангельской области) и за рубежом.

### Совет Федерации
С января 2003 года по октябрь 2013 года — член Совета Федерации Федерального Собрания Российской Федерации от Республики Саха (Якутия).
С января по октябрь 2003 года — член Комитета Совета Федерации по делам Севера и малочисленных народов.
С октября 2003 по январь 2008 — член Комиссии Совета Федерации по методологии реализации конституционных полномочий Совета Федерации.
С октября 2003 по март 2008 — член Комиссии Совета Федерации по информационной политике.
С октября 2003 по июнь 2010 — первый заместитель председателя Комитета Совета Федерации по делам Севера и малочисленных народов.
С апреля 2004 по ноябрь 2011 — член Комиссии Совета Федерации по Регламенту и организации парламентской деятельности.
С июня 2010 по ноябрь 2011 — председатель Комитета Совета Федерации по делам Севера и малочисленных народов, член Комиссии Совета Федерации по контролю за обеспечением деятельности Совета Федерации.
С ноября 2011 — первый заместитель председателя Комитета Совета Федерации по федеративному устройству, региональной политике, местному самоуправлению и делам Севера.

## Научная деятельность
Автор научных трудов, в том числе книг, монографий, статей по проблемам управления, охраны окружающей среды, природопользования и другим профильным дисциплинам горнодобывающей отрасли.

## Награды
- Орден Дружбы народов[1][2].
- Медаль «В память 850-летия Москвы»[2].
- Медаль «300 лет Российскому флоту»[2].
- Медаль «70 лет Вооруженных Сил СССР»[2].
- Медаль «Двадцать лет Победы в Великой Отечественной войне 1941—1945 гг.»[2].
- Медаль «За доблестный труд. В ознаменование 100-летия со дня рождения Владимира Ильича Ленина»[2]..
- Почетная грамота СФ[2].
- Заслуженный работник народного хозяйства республики Саха (Якутия)[1][3]
- Заслуженный работник компании «Алмазы России — Саха»[3]